# Rettenwandalm (Bad Hofgastein)
Die Rettenwandalm ist eine Alm in der Marktgemeinde Bad Hofgastein im österreichischen Bundesland Salzburg.

## Lage und Charakteristik
Die Rettenwandalm liegt an den östlichen Berghängen des Kalkbretterkopfs in der Goldberggruppe. Sie gehört zur Ortschaft Anger und zur Katastralgemeinde Vorderschneeberg. Die Alm befindet sich großteils in der Rotwild-Ruhezone Angertal-Rettenwandalm, die von 1. November bis 31. Mai nicht betreten werden darf. Das Gelände fällt Richtung Südosten zum Angertal ab. Westlich der Alm erstreckt sich ein Grünerlen-Buschwald. Eine Almhütte steht auf einer Höhe von 1715 m ü. A. Sie ist über einen Güterweg zu den Gadaunerer Hochalmen erreichbar.

## Geschichte
Im von 1823 bis 1830 erstellten Franziszeischen Kataster ist die Alm als Rothenwandl Alpe mit mehreren Gebäuden verzeichnet.